# Karlo Miljanić
Karlo Miljanić (Vinkovci, 2 gennaio 2002) è un calciatore croato, attaccante del FC Košice.

## Carriera
Il 1° luglio 2024 viene acquistato a titolo definitivo dalla squadra slovacca del FC Košice.

## Statistiche

### Presenze e reti nei club
Statistiche aggiornate al 18 luglio 2025.
| Stagione         | Squadra          | Campionato       | Campionato | Campionato | Coppe nazionali | Coppe nazionali | Coppe nazionali | Coppe continentali | Coppe continentali | Coppe continentali | Altre coppe | Altre coppe | Altre coppe | Totale | Totale |
| Stagione         | Squadra          | Comp             | Pres       | Reti       | Comp            | Pres            | Reti            | Comp               | Pres               | Reti               | Comp        | Pres        | Reti        | Pres   | Reti   |
| ---------------- | ---------------- | ---------------- | ---------- | ---------- | --------------- | --------------- | --------------- | ------------------ | ------------------ | ------------------ | ----------- | ----------- | ----------- | ------ | ------ |
| 2019-2020        | Cibalia          | 2. HNL           | 6          | 0          | CC              | 1               | 0               | -                  | -                  | -                  | -           | -           | -           | 7      | 0      |
| 2020-2021        | Cibalia          | 2. HNL           | 25         | 2          | CC              | 1               | 0               | -                  | -                  | -                  | -           | -           | -           | 26     | 2      |
| 2021-2022        | Cibalia          | 2. HNL           | 25         | 4          | CC              | 1               | 0               | -                  | -                  | -                  | -           | -           | -           | 26     | 4      |
| 2022-2023        | Cibalia          | 2. HNL           | 27         | 2          | CC              | 1               | 0               | -                  | -                  | -                  | -           | -           | -           | 28     | 2      |
| 2023-2024        | Cibalia          | 2. HNL           | 29         | 10         | CC              | 2               | 2               | -                  | -                  | -                  | -           | -           | -           | 31     | 12     |
| Totale Cibalia   | Totale Cibalia   | Totale Cibalia   | 112        | 18         |                 | 6               | 2               |                    | -                  | -                  |             | -           | -           | 118    | 20     |
| 2024-2025        | FC Košice        | SL               | 27         | 4          | CS              | 5               | 4               | -                  | -                  | -                  | -           | -           | -           | 32     | 8      |
| 2025-2026        | FC Košice        | SL               | 0          | 0          | CS              | 0               | 0               | UECL               | 2                  | 1                  | -           | -           | -           | 2      | 1      |
| Totale FC Košice | Totale FC Košice | Totale FC Košice | 27         | 4          |                 | 5               | 4               |                    | 2                  | 1                  |             | -           | -           | 34     | 9      |
| Totale carriera  | Totale carriera  | Totale carriera  | 139        | 22         |                 | 11              | 6               |                    | 2                  | 1                  |             | -           | -           | 152    | 29     |